# 神戸市立兵庫商業高等学校
神戸市立兵庫商業高等学校（こうべしりつ ひょうごしょうぎょうこうとうがっこう）は、兵庫県神戸市北区鈴蘭台北町一丁目にあった市立の商業高等学校である。略称は兵商（）。

## 沿革
- 1928年
  - 4月1日 - 武庫郡山田村に北神商業学校及び夜間部を開設
  - 5月1日 - 神戸電気学校（夜間2年制）を併設（1933年3月31日廃校）
- 1944年4月1日 - 戦時要請により、工業学校に転換、北神工業学校として発足
- 1946年4月1日 - 商業学校に復帰し、北神商業学校となる
- 1947年
  - 3月28日 - 神戸市に移管され、神戸市立第一北神商業学校として新発足、夜間部は、市立第二北神商業学校となる
  - 5月1日 - 神戸市立第一北神商業学校併設中学校を本校舎内に併設 （1949年3月31日廃止）
- 1948年
  - 4月1日 - 新制高等学校へ移行　神戸市立北神高等学校と校名変更　神戸市立第二北神商業学校は神戸市立湊高等学校として独立
  - 10月1日 - 定時制課程設置認可、市立北神高等学校定時制課程、本校のほか押部谷分校、有野分校設置される
- 1949年4月1日 - 神戸市立鈴蘭台高等学校と校名変更　学区制による普通科、商業科、家庭科を置く総合制高等学校となる
- 1955年4月1日 - 神戸市立兵庫商業高等学校設置　定時制課程は神戸市立北兵庫高等学校として独立
- 1957年4月1日 - 本校に定時制課程設置　北兵庫高等学校は湊高等学校と統合し神戸市立産業高等学校（現神戸市立長田工業高等学校）と校名変更、その商業課程は本校定時制課程に編入
- 1961年3月31日 - 定時制課程廃止
- 1986年4月1日 - 進学、情報処理、会計、流通、事務の5コース設置
- 1995年4月1日 - 国際経済科設置　商業科のコースを会計、流通経済、情報ビジネスに変更
- 2001年4月1日 - 商業科のコースを会計、ビジネス、情報に変更
- 2016年 - 神戸市立神港高等学校と再編・統合され、神港高校所在地に神戸市立神港橘高等学校が開校したため生徒募集停止。
- 2016年9月 - 神港橘高等学校用として建設された新校舎に移転。鈴蘭台の校地は使用停止。
- 2018年2月23日 - 閉校

## 基礎データ
所在地・アクセスを除き廃止時のデータ。所在地・アクセスは神港校地移転前のデータ。

### 所在地
- 兵庫県神戸市北区鈴蘭台北町一丁目24番1号

### 設置学科
- 商業科
- 国際経済科

### 通学区域
- 兵庫県全域

### アクセス
- 神戸電鉄鈴蘭台駅より徒歩5分

### 象徴
- 校章は「兵」の形に意匠化されたタチバナの中に「商」を入れたものであった。
- 制服の冬服は、男子が詰襟、女子がブレザーであった。

## 部活動
硬式野球部や柔道部は全国大会出場経験がある強豪であった。また、獅子舞・龍舞を演じる龍獅團は競技龍舞で国際大会に毎年出場し、後身の神港橘高校に引き継がれている。

### 運動部
- 陸上競技部
- サッカー部
- 硬式野球部
- 体操部
- 卓球部
- 水泳部
- 柔道部

- 女子バレーボール部
- 女子ソフトテニス部
- 女子ソフトボール部
- 女子バドミントン部
- 女子ハンドボール部

### 文化部
- 吹奏楽部
- 演劇部
- 美術部
- 軽音楽部
- 商業技術研究部
- 茶道部

- 写真部
- マンガ研究部
- ESS同好会
- 龍獅團
- 放送部

## 学校関係者と組織

### 学校関係者一覧

#### 出身者
- 川越透 - 元プロ野球選手
- 高柳常治 - 元プロ野球選手
- 仁科栄三 - 元プロ野球選手
- 野本良雄 - 元プロ野球選手
- 橋本優貴 - 柔道家